# شتيفان شيفر
شتيفان شيفر (بالألمانية: Stefan Schäfer)‏ (و. 1986  م) هو راكب دراجة هوائية ألماني، ولد في فورست.

## روابط خارجية
- شتيفان شيفر على موقع الاتحاد الدولي للدراجات (الإنجليزية)
- شتيفان شيفر على موقع أرشيف الدراجات (الإنجليزية)
- شتيفان شيفر على موقع إحصائيات الدراجات الإحترافية (الإنجليزية)
- شتيفان شيفر على موقع نسبة الدراجات (الإنجليزية)